# قصعين سوري
قصعين سوري أو ميرمية سورية (الاسم العلمي: Salvia syriaca) هو نوع نباتي يتبع جنس القصعين من فصيلة الشفوية.